# Михайловка (Чимишлийский район)
Михайловка (рум. Mihailovca) — село в Чимишлийском районе Молдавии. Относится к сёлам, не образующим коммуну.

## История
Село Михайловка, расположенное в долине реки Когылник, было засвидетельствовано документально в 1820 году. Считается, что оно было основано колонистами, привезенными царским правительством из Орловской губернии. Поселение возникло на месте покинутого старого татарского зимовья.
К 1875 году в селе насчитывалось 128 дворов и 854 жителя.
В 1877 году через село провели бендеро-галацкую железную дорогу. Была открыта железнодорожная станция — Скиносы (по названию речушки, протекающей поблизости).
В 1887 году открылась сельская школа.
В межвоенное время (1918-1940гг) при румынской администрации село называлось Бахмутя.
В советское время вернули прежнее название — Михайловка. Железнодорожная станция в селе называлась «Чимишлия».
Также во времена МССР несколько лет подряд село объединяли с соседним селом Селемет (поглощено). Новое образование считалось самым крупным и населённым в Чимишлийском районе.

## География
Село расположено на расстоянии 13 км от Чимишлии и 83 км от Кишинева на высоте 95 метров над уровнем моря. Находится на реке Скиноса.
Площадь села – около 4.88 км2, периметр – 16.07 км.

## Население
По данным переписи населения 2004 года, в селе Михайловка проживает 3371 человек (1591 мужчина, 1780 женщин).
Этнический состав села:
| Национальность | Число жителей | Процентный состав |
| -------------- | ------------- | ----------------- |
| молдаване      | 2491          | 73.89             |
| русские        | 544           | 16.14             |
| украинцы       | 137           | 4.06              |
| болгары        | 106           | 3.14              |
| цыгане         | 59            | 1.75              |
| гагаузы        | 16            | 0.47              |
| поляки         | 2             | 0.06              |
| румыны         | 1             | 0.03              |
| прочие         | 15            | 0.44              |
| Всего          | 3371          | 100%              |